# Džavachetie
Džavachetie (gruzínsky ჯავახეთი – Džavacheti, arménsky Ջավախք – Džavachk) je gruzínská historická provincie, která se rozkládala ve střední části jižní Gruzie při hranici s Arménií na území dnešních okresů Achalkalaki a Ninocminda.
Dnes tvoří spolu s historickými oblastmi Meschetie (též Samcche) a Tori součást kraje Samcche-Džavachetie.
Tato část Gruzie je velmi chudou horskou krajinou a je špatně dostupná z ostatních regionů. Zdejší obyvatelstvo, které je většinou arménské národnosti, se zde vždy živilo pouze zemědělstvím. V dnešní době[kdy?] to však nestačí a obyvatelé Džavachetie žijí v chudobě. Díky pomoci ze zahraničí se situace snad zlepší. V Džavachetii patří mezi nejdůležitější produkty zdejší sýr a mléčné výrobky.